# Distrikt Tiabaya
Der Distrikt Tiabaya liegt in der Provinz Arequipa der Region Arequipa in Südwest-Peru. Der Distrikt hat eine Fläche von 31,62 km². Beim Zensus 2017 lebten 16.191 Einwohner im Distrikt. Im Jahr 1993 lag die Einwohnerzahl bei 13.462, im Jahr 2007 bei 14.677. Die Distriktverwaltung befindet sich in der 2178 m hoch gelegenen Stadt Tiabaya mit 10.870 Einwohnern (Stand 2017). Diese liegt am Südwestrand des Ballungsraumes der Provinz- und Regionshauptstadt Arequipa und liegt 8 km von deren Stadtzentrum entfernt.

## Geographische Lage
Der Distrikt Tiabaya liegt im südwestlichen Zentrum der Provinz Arequipa auf einer Höhe von 2240 m. Der Distrikt hat eine Längsausdehnung in Nord-Süd-Richtung von 5,4 km. Der Río Chili durchquert den Distrikt in westlicher Richtung. Die Nationalstraße 34A (Interoceánica Sur) bildet die nördliche Distriktgrenze. Im Distrikt befinden sich hauptsächlich bewässerte landwirtschaftlich genutzte Anbauflächen. Daneben gibt es Siedlungsgebiete. Südlich des Río Chili befindet sich ein karger Höhenrücken, wo Bergbau betrieben wird.
Der Distrikt Tiabaya grenzt im Westen an den Distrikt Uchumayo, im äußersten Norden an den Distrikt Cerro Colorado, im Nordosten an den Distrikt Sachaca, im Osten an den Distrikt Jacobo Hunter sowie im Süden an den Distrikt Yarabamba.